# 匙叶黄杨
匙叶黄杨（学名：Buxus harlandii）为黄杨科黄杨属的常綠灌木植物，为中国的特有種。分布于中国大陆的海南、廣東東部沿海以及香港的大潭篤和烏蛟騰。一般生长在溪边或疏林中，目前尚未由人工引种栽培。本種現已用作庭園栽培和盆景
匙葉黃楊於1858年在香港島大潭篤發現